# Hamed Konarivand
Hamed Konarivand ( en persa: حامد کناریوند‎, Ilam, 15 de abril de 1987) es un teakwondondista iraní. Ganó la medalla de oro en el Campeonato Abierto de Taekwondo 2007 en Serbia y la medalla de oro en el Campeonato Mundial de Taekwondo 2008 en Mánchester . También fue nombrado el mejor jugador del torneo. Ganó el primer lugar en el Campeonato Asiático de 2010 en India . y tercer lugar en el Campeonato Asiático de Clubes de 2007 en Irán.